# Доњи Липовац (Нова Капела)
Доњи Липовац је насељено место у саставу општине Нова Капела у Бродско-посавској жупанији, Република Хрватска.

## Историја
До територијалне реорганизације у Хрватској налазио се у саставу старе општине Нова Градишка.

## Становништво
На попису становништва 2011. године, Доњи Липовац је имао 248 становника.

## Попис1991.
На попису становништва 1991. године, насељено место Доњи Липовац је имало 334 становника, следећег националног састава:
| Попис 1991.‍  | Попис 1991.‍  | Попис 1991.‍ | Попис 1991.‍ | Попис 1991.‍ |
| ------------ | ------------ | ----------- | ----------- | ----------- |
|              |              |             |             |             |
| Хрвати       | Хрвати       |             | 330         | 98,80%      |
| Немци        | Немци        |             | 1           | 0,29%       |
| неопредељени | неопредељени |             | 1           | 0,29%       |
| непознато    | непознато    |             | 2           | 0,59%       |
| укупно: 334  |              |             |             |             |